# Friedrich-Alexander-Universität Erlangen-Nürnberg
De Friedrich-Alexander-Universität Erlangen-Nürnberg (FAU), opgericht in 1742, is een Duitse universiteit. Met 5 faculteiten, ruim 25.000 studenten en bijna 7.000 stafleden, van wie bijna 500 hoogleraren, is het de op een na grootste universiteit in Beieren.

## Geschiedenis
De universiteit werd in 1742 in Bayreuth gesticht door Frederik van Brandenburg-Bayreuth, en verhuisde in 1743 naar Erlangen. Vanaf het begin was de universiteit een protestants bolwerk, maar langzamerhand seculariseerde de instelling. In 1961 fuseerde de Universiteit met de economische hogeschool in Neurenberg, waardoor de universiteit nu in twee steden is gevestigd. In 1966 werd de universiteit uitgebreid met een technische faculteit en vanaf 1972 maakt ook de pedagogische hogeschool uit Neurenberg deel uit van de universiteit.

## Faculteiten
Tot 2007 maakten de volgende faculteiten deel uit van de universiteit (hieronder getoond op volgorde van oprichting):
- Theologische faculteit
- Juridische faculteit
- Medische faculteit
- Filosofische faculteit I (filosofie, geschiedenis en sociale wetenschappen)
- Filosofische Faculteit II (taal-en letterkunde)
- Natuurwetenschappelijke faculteit I (wiskunde en natuurkunde)
- Natuurwetenschappelijke faculteit II (biologie, scheikunde en farmacie)
- Natuurwetenschappelijke faculteit III (aardrijkskunde, geologie / mineralogie / paleontologie)
- Faculteit Economische en Sociale Wetenschappen (1961) in Neurenberg
- Technische Faculteit (1966)
- Pedagogische faculteit (1972) in Neurenberg

In februari 2007 heeft de senaat van de universiteit besloten tot een herstructurering in vijf faculteiten . Sinds oktober 2007 bestaat de FAU uit:
- Filosofische en theologische faculteit
- Juridische en economische faculteit
- Medische faculteit
- Natuurwetenschappelijke faculteit
- Technische faculteit

## Beroemde studenten, promovendi en hoogleraren

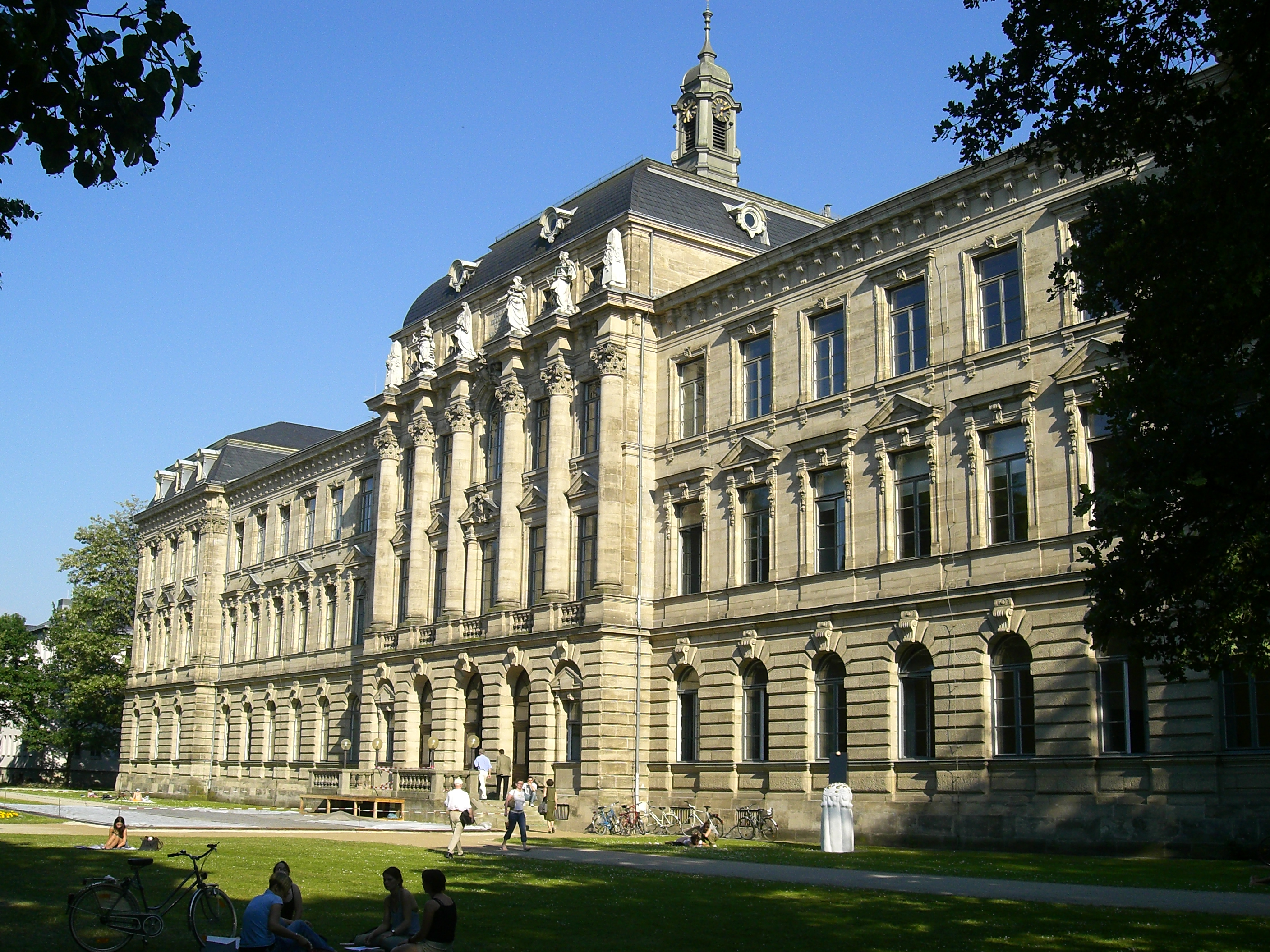
Het Kollegienhaus, een van de oudste gebouwen van de universiteit

- Paul Lorenzen en Wilhelm Kamlah, grondleggers van de filosofische Erlangense School
- Karl Georg Christian von Staudt (1798-1867), wiskundige, een van de grondleggers van de projectieve meetkunde
- Johann Christian Daniel von Schreber (1739–1810), natuurvorser, bestudeerde zoogdieren.
- Johann Georg Meusel, Geschiedkundige
- Samuel Hahnemann (1755-1843), grondlegger van de homeopathie
- Georg Simon Ohm (1789–1854), natuurkundige, naar hem is de wet van Ohm genoemd.
- Justus von Liebig (1803–1873), scheikundige, "vader van de kunstmestindustrie".
- Ludwig Andreas Feuerbach (1804–1872), filosoof, wordt geassocieerd met de Jong-Hegelianen, een atheïst
- Wilhelm Kuby (1829–1894), militair arts, arts bij de Beierse overheid
- Felix Klein (1849-1925), wiskundige, opsteller van het Erlanger Programm
- Emil Fischer (1852-1919), Scheikundige, Nobelprijs voor de Scheikunde 1902
- Eduard Buchner (1860-1917), scheikundige, Nobelprijs voor de Scheikunde 1907
- Guillermo Kahlo (1871-1941), fotograaf en vader van kunstschilderes Frida Kahlo
- Emmy Noether (1882–1935), wiskundige, de stelling van Noether is naar haar genoemd.
- Hans Geiger (1882-1945), natuurkundige, Geigerteller
- Klaas Schilder (1890-1952), Nederlands theoloog, leider van de Vrijmaking
- Ludwig Erhard (1897-1977), bondskanselier van Duitsland 1963-1966, afgestudeerd aan de Economische Hogeschool in Neurenberg
- Karlheinz Brandenburg (1954–), audio-ingenieur, ontwikkelaar van de MP3 audio codec.
- Christoph Wolff - Bachkenner

 België: 
Faculté polytechnique de Mons · 
Université catholique de Louvain · 
Université libre de Bruxelles · 
Université de Liège · 
Vrije Universiteit Brussel · 
 Denemarken: 
Danmarks Tekniske Universitet · 
 Brazilië: 
Universiteit van São Paulo · Escola Politécnica da Universidade de São Paulo · 
 Duitsland: 
Rheinisch-Westfälische Technische Hochschule · 
Technische Universiteit Berlijn · 
Technische Universität Darmstadt · 
Technische Universität Dresden · 
Leibniz Universität Hannover · 
Technische Universität München · 
Friedrich-Alexander-Universität Erlangen-Nürnberg · 
Universiteit van Stuttgart · 
 Finland:
Teknillinen Korkeakoulu ·
 Frankrijk:
École Centrale de Lille · 
École centrale de Lyon ·
École centrale de Marseille ·
École centrale de Nantes ·
École centrale Paris ·
École nationale des ponts et chaussées ·
École nationale supérieure de techniques avancées · 
Institut supérieur de l'aéronautique et de l'espace · 
École Supérieure d'Électricité · 
 Griekenland:
Aristoteles-universiteit van Thessaloniki · 
Ethniko Metsovio Polytechnio Athina ·
 Hongarije:
Budapest University of Technology and Economics · 
 Italië:
Politecnico di Milano ·
Politecnico di Torino · 
Universiteit van Padua ·
Università degli Studi di Trento ·
 Noorwegen:
Technisch-natuurwetenschappelijke Universiteit van Noorwegen ·
 Oostenrijk:
Technische Universiteit Wenen ·
 Polen:
Wroclaw University of Technology ·
 Portugal ·
Instituto Superior Técnico · 
 Rusland:
Technische Staatsuniversiteit van Moskou ·
Moscow State Technical University of Radio Engineering · 
Tomsk Polytechnic University ·
 Spanje:
Universidad Politécnica de Madrid · 
Universitat Politècnica de València · 
Universidad Pontificia Comillas · 
Universidad de Sevilla · 
Universitat Politècnica de Catalunya · 
 Tsjechië:
Tsjechische Technische Universiteit · 
 Turkije:
Technische Universiteit Istanboel · 
 Verenigd Koninkrijk:
Queen's Universiteit van Belfast · 
 Zweden:
Technische Universiteit Chalmers · 
Kungl. Tekniska Högskolan ·
Lunds Tekniska Högskola · 
 Zwitserland:
Eidgenössische Technische Hochschule Zürich · 
Technische Universiteit van Lausanne
Aken · Augsburg · Bamberg: Otto-Friedrich · Bayreuth · Berlijn (Vrije Universiteit · Humboldt · Technische Universiteit · Kunsten) · Bielefeld · Bochum · Bonn · Braunschweig · Bremen (Universiteit Bremen · Jacobs University) · Chemnitz · Clausthal · Cottbus-Brandenburg · Darmstadt · Dortmund · Dresden · Duisburg-Essen · Düsseldorf: Heinrich Heine · Eichstätt-Ingolstadt · Erfurt · Erlangen-Neurenberg: Friedrich-Alexander · Frankfurt am Main · Frankfurt an der Oder: Europa · Freiberg · Freiburg · Gießen · Göttingen: Georg August · Greifswald: Ernst Moritz Arndt · Hagen · Halle-Wittenberg: Martin Luther · Heidelberg: Ruprecht Karls · Hamburg (Hamburg · HafenCity · Hamburg-Harburg · Helmut Schmidt) · Hannover (Hannover · Medische Hogeschool) · Hildesheim · Hohenheim · Ilmenau · Jena: Friedrich Schiller · Kaiserslautern · Karlsruhe · Kassel · Keulen · Duitse Sporthogeschool Keulen · Kiel: Christian Albrechts · Koblenz-Landau · Konstanz · Leipzig · Lübeck · Lüneburg: Leuphana · Magdeburg: Otto von Guericke · Mainz: Johannes Gutenberg · Mannheim · Marburg: Philipps · München (Ludwig Maximilians · Technische Universiteit · Oekraïense Vrije Universiteit · Universiteit van het Bondsleger) · Münster · Oldenburg: Carl von Ossietzky · Osnabrück · Paderborn · Passau · Potsdam · Regensburg · Reutlingen · Rostock · Saarbrücken · Siegen · Stuttgart · Trier · Tübingen: Eberhard-Karls · Ulm · Vechta · Weimar: Bauhaus · Witten: Herdecke · Wuppertal · Würzburg: Julius Maximilians